# بيودن باريت
بيودن باريت (مواليد 27 مايو 1991) هو لاعب اتحاد رغبي نيوزيلندي.

## وصلات خارجية
- بيودن باريت على موقع سلسلة سباعيات الرغبي العالمية - رجال (الإنجليزية)
- بيودن باريت عل موقع إسبنسكروم (الإنجليزية)
- بيودن باريت على موقع ItsRugby.co.uk (الإنجليزية)